# Акаев, Сунгур Алиходжаевич
Сунгур (Сунгур-Али) Алиходжаевич (Али-Гаджиевич) Акаев — советский военный деятель, организатор и участник партизанского движения в Великой Отечественной войне.

## Биография
Родился в 1917 году в селении Лахир. Член КПСС.
Участник Великой Отечественной войны: командир роты подрывников, командир диверсионно-разведовательного отряда Тернопольского партизанского соединения имени Хрущева

Партизан С. А. Акаев был гордостью нашего соединения. На железных дорогах Житомирской, Каменец-Подольской, Ровенской, Львовской областей Украины и Люблинского воеводства братской Польши в 1943—1944 годах С. А. Акаев лично пустил под откос 23 эшелона с живой силой и техникой противника, один бронепоезд. На шоссейной дороге им подорваны танк и несколько автомашин. А всего партизаны под командованием С. А. Акаева провели около 150 диверсионных операций. Пущено под откос более 100 железнодорожных эшелонов, взорвано 11 автомобильных и шесть железнодорожных мостов, уничтожено 25 грузовых автомашин, легковой автомобиль с генералом и двумя полковниками немецкой армии

В послевоенное время — хозяйственный работник в городе Орле и Дагестанской АССР.
Постановлением Госсовета ПНР от 17.01.1964 за номером 0/27 был удостоен Серебряного Креста Virtuti Militari.
Умер после 2005 года.

## Награды
- Орден Ленина
- Орден Красного Знамени
- Орден Отечественной войны II степени
- Орден Красной Звезды